# Сентре (Верхняя Сона)
Сентре́ (фр. Cintrey) — коммуна во Франции, находится в регионе Франш-Конте. Департамент — Верхняя Сона. Входит в состав кантона Витре-сюр-Манс. Округ коммуны — Везуль.
Код INSEE коммуны — 70153.

## География
Коммуна расположена приблизительно в 280 км к юго-востоку от Парижа, в 60 км севернее Безансона, в 34 км к северо-западу от Везуля.

## Население
Население коммуны на 2010 год составляло 113 человек.
| 1962 | 1968 | 1975 | 1982 | 1990 | 1999 | 2010 |
| ---- | ---- | ---- | ---- | ---- | ---- | ---- |
| 194  | 170  | 144  | 156  | 146  | 140  | 113  |

## Экономика

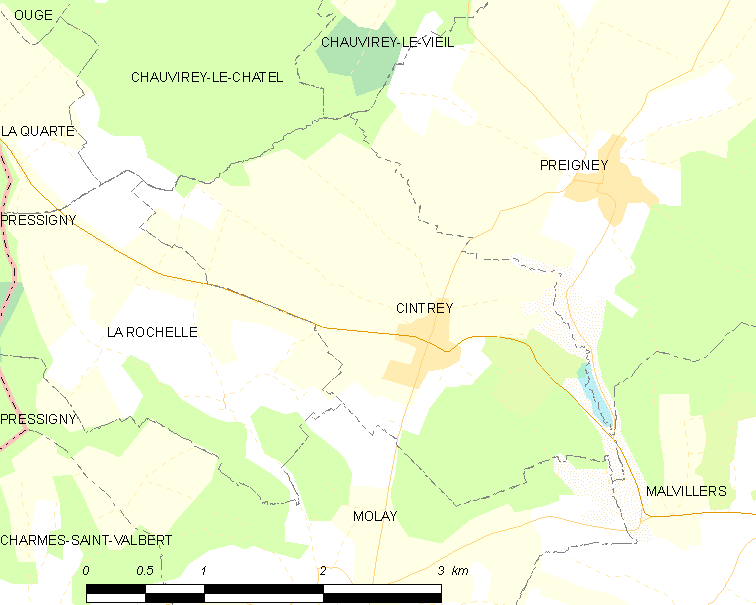
Карта коммуны

В 2010 году среди 63 человек трудоспособного возраста (15—64 лет) 44 были экономически активными, 19 — неактивными (показатель активности — 69,8 %, в 1999 году было 72,4 %). Из 44 активных жителей работали 39 человек (18 мужчин и 21 женщины), безработными было 5 (2 мужчин и 3 женщины). Среди 19 неактивных 1 человек был учеником или студентом, 14 — пенсионерами, 4 были неактивными по другим причинам.